# جون دوبسون
جون دوبسون (بالإنجليزية: John Dobson)‏ (و. 1915 – 2014 م) هو عالم فلك من الولايات المتحدة الأمريكية. ولد في بكين. 
توفي في بربانك، كاليفورنيا، عن عمر يناهز 99 عاماً.

## التعليم
تعلم في جامعة كاليفورنيا، بركلي.

## وصلات خارجية
- جون دوبسون على موقع IMDb (الإنجليزية)